# 丽江白话报
《丽江白话报》是清末出现的一部宣传维新变法、以启迪民智为宗旨的白话文刊物。1907年由丽江府知府彭继志创办，最初发行于云南西北地区，后扩至整个云南。该报为每月中旬印制一次，每版大小为24×14.5厘米。撰稿学者有赵式铭、积贤、周冠南、赵荃等。其上发表的文章有《论鸦片烟之害》、《论迷信风水之害》、《劝注重工商业》、《说冒险》等。